# Soleia de Mas Pujol
La Soleia de Mas Pujol és una solana del terme municipal de Monistrol de Calders, al Moianès.
Està situada al nord-oest del lloc on hi hagué el Mas Pujol i també al nord-oest de l'actual el Bosc.
La travessa el Camí de Monistrol de Calders a Bellveí, pel qual discorre el GR 177.